# Мальованка (ботанічний заказник)
Мальо́ванка — ботанічний заказник місцевого значення в Україні. Розташований у межах Сторожинецького району Чернівецької області, на південний схід від села Заволока. 
Площа 24,9 га. Статус надано згідно з рішенням облвиконкому від 16.01.1991 року № 22, рішення 6-ї сесії обласної ради XXIII скликання від 10.03.1999 року № 14-6/99. Перебуває у віданні Кам'янської сільської ради. 
Статус надано з метою збереження ділянки степової флори. Зростає багато видів рослин, занесених до Червоної книги України, в тому числі лікарських рослин.